# Jean-Pierre Mocky
Jean-Pierre Mocky, született Jean-Paul Adam Mokiejewski (Nizza, 1929. július 6. – Nizza, 2019. augusztus 8.) francia filmrendező, színész, forgatókönyvíró és producer.

## Filmjei
Rendezőként
- Les Dragueurs (1959)
- Un couple (1960)
- Snobs! (1962)
- Les Vierges (1963)
- Un drôle de paroissien (1963)
- La grande frousse (1964)
- La bourse et la vie (1966)
- Les Compagnons de la marguerite (1967)
- La grande lessive (1969)
- L'étalon (1970)
- Solo (1970)
- L'Albatros (1971)
- Chut! (1972)
- L'ombre d'une chance (1974)
- Un linceul n'a pas de poches (1974)
- L'Ibis rouge (1975)
- Le roi des bricoleurs (1977)
- Le témoin (1978)
- Le iiège à cons (1979)
- Litan (1982)
- Y a-t-il un Français dans la salle? (1982)
- Öldd meg a bírót (À mort l'arbitre) (1984)
- Le pactole (1985)
- La machine à découdre (1986)
- Papu, a csodás (Le miraculé) (1987)
- Zavarodott felügyelő (Agent trouble) (1987)
- Les saisons du plaisir (1988)
- Une nuit à l'Assemblée Nationale (1988)
- Árvaházi menekültek (Divine enfant) (1989)
- Il gèle en enfer (1990)
- Eladó város (Ville à vendre) (1991)
- Le mari de Léon (1993)
- Bonsoir (1994)
- Noir comme le souvenir (1995)
- Alliance cherche doigt (1997)
- Robin des mers (1998)
- Vidange (1998)
- Tout est calme (2000)
- La candide madame Duff (2000)
- Le glandeur (2000)
- La bête de miséricorde (2001)
- Les sraignées de la nuit (2002)
- Le Furet (2003)
- Touristes? Oh yes! (2004)
- Grabuge! (2005)
- Le bénévole (2006)
- Le deal (2007)
- Les ballets écarlates (2007)
- 13 French Street (2007)
- Le dossier Toroto (2011)
- Crédit pour tous (2011)
- Les Insomniaques (2011)
- Le Mentor (2012)
- Le renard jaune (2013)
- Dors mon lapin (2013)
- À votre bon coeur mesdames (2013)
- Calomnies (2014)
- Le mystère des jonquilles (2014)
- Tu es si jolie ce soir (2014)
- Les compagnons de la Pomponette (2015)
- Monsieur Cauchemar (2015)
- Le cabanon rose (2016)
- Rouges étaient les lilas (2016)
- Vénéneuses (2017)
- Votez pour moi! (2017)